# Il mostro della settimana
Il mostro della settimana è un gioco di ruolo indie di Michael Sands, originariamente pubblicato dalla Evil Hat Productions e pubblicato in Italia da Narrattiva nel 2013.

## Ambientazione
Il mostro della settimana permette di impersonare cacciatori di mostri tipici delle serie TV urban fantasy, come ad esempio Scooby-Doo, Buffy l'ammazzavampiri o Supernatural. Il titolo del gioco riprende il classico format di queste serie che a cadenza settimanale ci mostrano i protagonisti alle prese con un mostro ogni volta diverso. Il gioco riproduce la struttura tipica degli episodi dei telefilm: I personaggi trovano notizie che li colpiscono, iniziano a indagare, incontrano il mostro, indagano per scoprirne il punto debole e procedono allo scontro finale.

## Regolamento
Il mostro della settimana sfrutta il sistema di gioco Powered by the Apocalypse (introdotto ne Il mondo dell'apocalisse).
Il master ha le stesse autorità narrative di un GM tradizionale, ma ha principi rigorosi da seguire, priorità e con obiettivi chiari. In alcuni momenti, ai giocatori viene concessa l'autorità narrativa per inserire elementi nella fiction al di là del loro personaggi. 
In base a quello che i giocatori fanno nella fiction, si attivano o no determinate meccaniche, le quali concorrono sempre a modificare la fiction, le azioni  si risolvono tirando due dadi a sei facce e aggiungendo il relativo modificatore. I livelli di successo sono calcolati in base a una scala di successo totale, successo parziale o fallimento